# Mellanskär (Geta, Åland)
Mellanskär är en ö i Åland (Finland). Den ligger i Skärgårdshavet eller Bottenhavet och i kommunen Finström i landskapet Åland, i den sydvästra delen av landet. Ön ligger omkring 40 kilometer norr om Mariehamn och omkring 290 kilometer väster om Helsingfors.
Öns area är 7,7 hektar och dess största längd är 400 meter i nord-sydlig riktning.